# Wem (Shropshire)
Wem è un paese di 5 142 abitanti della contea dello Shropshire, in Inghilterra.
Il paese si presenta come "home of the sweet pea" (la patria del pisello odoroso).

## Storia
Nel 1677 il paese subì un incendio devastante che distrusse la maggior parte delle case costruite in legno. Si dice che la causa della calamità fu una candela accesa caduta ad una ragazzina di 14 anni.
Nel novembre del 1995 scoppiò un incendio che devastò il municipio. In quell'occasione un tale Tony O'Rahilly scattò una fotografia in cui si vede la figura evanescente di una ragazza. Questa foto è stata additata dai sostenitori del paranormale come la foto di un fantasma, e in particolare del fantasma della ragazza che aveva causato l'incendio del 1677. La figura nella foto è stata spiegata come un possibile caso di pareidolia, ma, secondo gli esperti interpellati dal programma "Out of this world", si tratterebbe semplicemente di un trucco fotografico.